# أندريا تشنغ
أندريا تشنغ (بالإنجليزية: Andrea Cheng)‏ هي كاتِبة وشاعرة أمريكية، ولدت في 19 سبتمبر 1957 في إل باسو في الولايات المتحدة، وتوفيت في 26 ديسمبر 2015 بسبب سرطان الثدي.